# 牧野正幸

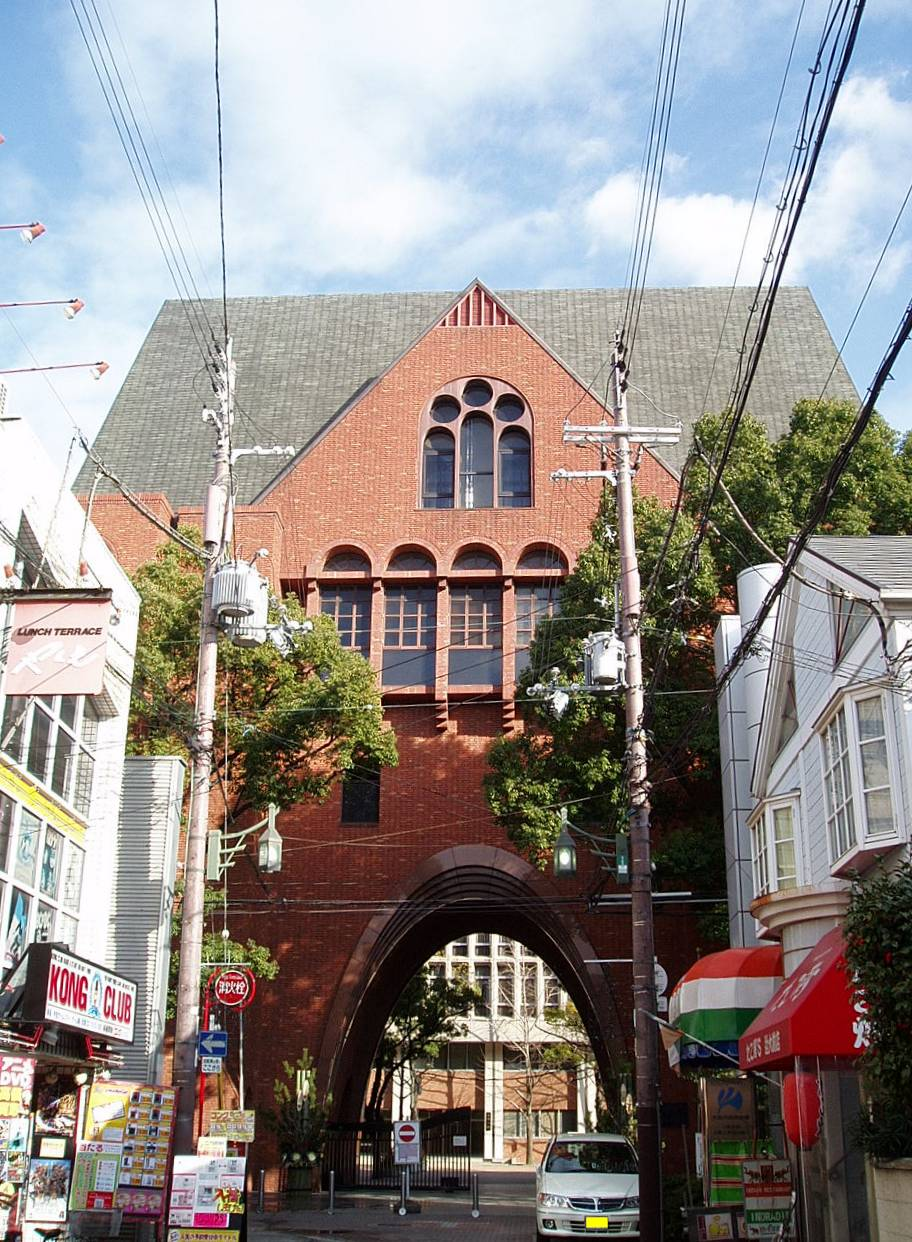
牧野正幸が客員教授を務める近畿大学

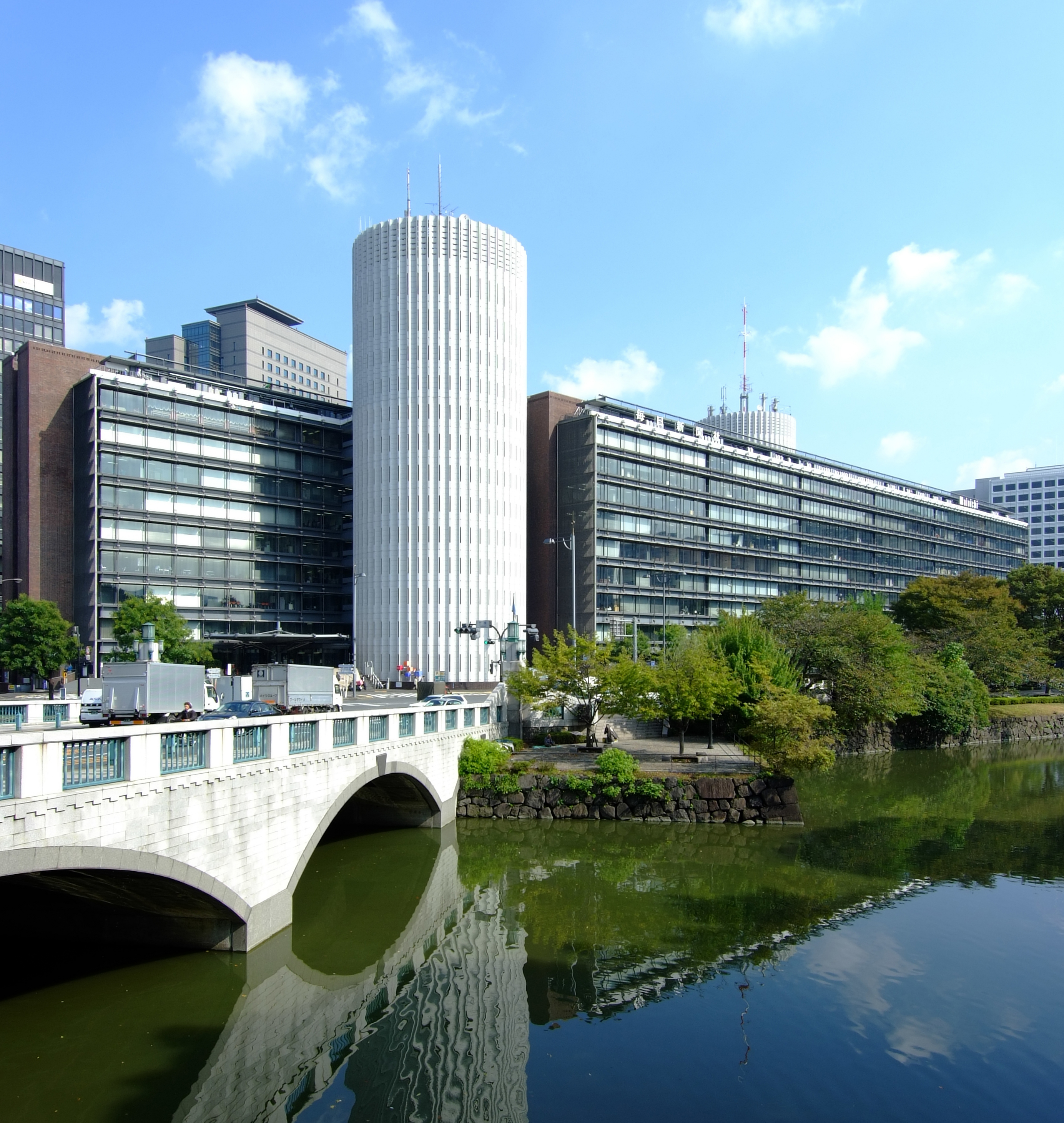
牧野正幸が顧問を務めるメディアドゥ

牧野 正幸（まきの まさゆき、1963年2月5日 - ）は、『株式会社ワークスアプリケーションズ』創業者、元・代表取締役最高経営責任者（CEO）。『株式会社パトスロゴス』CEO、近畿大学情報学研究所 客員教授、『株式会社メディアドゥ』顧問、『株式会社識学』特別講師・識学アンバサダー。兵庫県神戸市出身。

## 概要
兵庫県生まれ。新卒で大手建設会社に入社後、システム開発会社を経て、1994年（平成6年）情報システム構築のITコンサルタントとして独立。
日本IBM契約コンサルタントを経て、1996年（平成8年）株式会社ワークスアプリケーションズを創業。ノーカスタマイズにより、すべてのお客にシングルソースを提供するCOMPANYシリーズのグランドデザインを固め、日本初の大企業向けERPを開発販売する会社として、2001年（平成13年）に上場。以降自社製品だけで売上高500億超、利益は30億円超の企業にする。世界初AI搭載のHUEのシリーズのグランドデザインを固め発表。
2019年（令和元年）に退任するまでCEOとしてワークスアプリケーションズを牽引。在任中も、数多くの上場、未上場の企業の経営アドバイスを行い、退任以降は同様に経営アドバイザーとして10社以上の企業に関わる。
2020年（令和2年）10月、日本におけるデジタルシフトの遅れを取り返すことを目的に株式会社パトスロゴスを創業。

## 経歴

### 幼少期・学生時代
兵庫県神戸市、国家公務員の家庭に生まれる。幼少の頃から自分の納得のいかないことには絶対に従わない性格だった。読書が好きで、小学校時代は時間があれば図書館にこもっていた。ハードボイルド小説を読みあさるのが楽しみで、米国人作家のレイモンド・チャンドラーが描いた探偵、フィリップ・マーロウのファンで、強く影響を受けた。役人だった父親は非常に厳しかったが、母親は優しい専業主婦だった。「勉強しろ」と言われた記憶は一度もない。逆に「好きに生きろ」と言われた。それもあって、神戸市の公立小学校の6年間は一度も宿題をしなかった。授業の内容は理解しており、テストでもしっかり点を取れていた。なぜ宿題をしなければならないのかわからない。やる意味が全く理解できなかった。自分が納得できないことは、誰の言うことであれ絶対に聞かず、常に先生とは衝突。よく怒られていた。
授業中は落ち着きなく騒いでおり、いつも人を笑わせることばかり考えていた。宿題もしない、授業態度も悪い。通知表の成績はいつも2と3ばかり。読書は好きで、小学生時代の先生は本だったと言える。頭の中で自分で考えた物語を空想することが大好きだった。
中学に上がっても、宿題と名がつくものは全くしない。しかしテストで良い点を取ることで先生との確執もだんだんなくなった。高校は地元でも難関の公立校へ進学。アルバイトとバイクレースに明け暮れるが、成績は常にトップクラスを堅持した。アルバイト中には周囲と自分の時給の差に納得がいかなく、「どうやった ら自分の時給が上がるのか？」と上司に詰め寄った。上司から無茶なオーダーを引き出して、それをクリアすることで時給を上げてもらったりした。
学校推薦でどこでも好きな企業に入れる状況のなか、化学出身者を求める建設会社の求人を見つける。建設会社が化学出身者を求める意外性に面白さを感じた。親の期待にも応えたかったので、大きく有名な企業に入社したいと思い、東証一部に上場する大手建設会社に入社することにした。

### サラリーマン時代
入社後、新入社員研修での成績はトップ。大阪支社へ本配属となった。ここで、ソフトウエア開発の仕事に出合う。入社から1年半後、大手家電メーカーでトップSEだった先輩が起業したシステム開発会社に転職。優秀な人材が5、6人集った、小さいながらも高い技術力を武器とするベンチャー企業だった。
入社後、数ヶ月かけてプログラム開発をほとんど把握。SEを始めた。1年くらい開発仕事を続けた。結果さえ出せば 何をやっても許される自由な社風の会社で、ほとんど営業をしていなかったこともあり、牧野は顧客にシステムを提案販売する仕事を勝手に始めてみた。ほとんど飛び込み営業だっがた結構売れた。そうこうしているうちに会社から、大手外資系コンピュータメーカーがシステムコンサルタントを募っているので、出向のかたちで行ってみないかという打診がきた。当時はシステムコンサルタントの仕事内容自体よく理解していなかったが、何となく面白そうだと直感。引き受けることにして、初めて東京に上京する。
大手外資系コンピュータメーカー 日本IBMに出向。ここでも難しいシステ ム開発案件や、トラブル案件など、一般社員が避けて通るような仕事を片っ端から引き受けた。社員の3倍、4倍以上の仕事量をこなす。「頑張るの源泉」は、昔から考えていた「問題解決」という理念。無限に自分で問題解決できる仕事が目の前に広がっているわけで、牧野にとって楽しい時間だった。この会社で7年間、寝るのも忘れて仕事に没頭する。「趣味は何ですか？」と質問されていたら、間違いなく「24時間、仕事することです」と答える毎日だった。
そんなある日、後輩からこう言われた。「牧野さんの仕事振りは尊敬できるけど、牧野さんのようにはなりたくない」と。プライベートに手抜きをしている自分のライフバランスのまずさに気付く。それからというもの、失われた7年を取り戻すために死ぬほど遊びまくる。移動時間を無駄にしないために六本木のマンションに引越した。
システムコンサルタントの仕事をしているうちに、日本のソフトウエア業界が抱えていたある問題点が見えてくる。日本企業、特に大手企業のシステム開発には費用がかかりすぎているということ。クライアントの業務をラクにしたかもしれないが、システムの開発や維持には莫大な費用がかかっており、経営的に見るとマイナスになっていることが多い。SAPやオラクルのような基幹業務向けパッケージソフトは存在していたが、これをそのまま日本に持ち込んでカスタマイズしていくと、ゼロからシステムを開発する金額と変わらなかったりする。日本の大企業にぴったりの業務用パッケージソフトが存在しないという問題点。

### 起業前夜
1994年（平成6年）10月、7年半在籍したシステム開発会社を退職し、個人のシステムコンサルタントとして活動を始めた。知り合いのエンジニアたちに声をかけてパッケージソフト開発プロジェクトの研究会を発足させた。「日本の大手企業向けERP（基幹業務パッケージソフト）が存在しない」という、大きな矛盾を抱える問題を解決するため。このパッケージソフトの開発には、日本の大企業の幅広い業務知識を有した人材、多数の優秀なエンジニア、莫大な投資が必要となる。ひとりの手に負えるものではなかったので、研究会でつくったパッケージソフトの雛形を持って、大手システム開発企業に「この事業をやりませんか」と事業モデル自体を提案しに行った。しかし、彼らは彼らでオーダーメイドのシステム開発の仕事を受託しているわけで、多額の費用と長い時間をかけてまで、受託額を減らすようなパッケージソフトをつくりたがらない。いつまでたっても、本来は経営の効率化を図るためのIT化戦略が、大企業にとってはずっと大きなコストのまま。牧野はこの悪しき体質に憤りを覚えた。
そんなとき、研究会に参加していたトップエンジニアの石川芳郎が、「こうなったら自分たちで立ち上げよう」と言ってくれた。しかし、牧野は石川以外に最低もうひとり、マーケティングとマネジメントに長けた人材の必要性を感じていた。そこで思い当たったのが、あるコンサルティングファームに在籍していた阿部孝司だった。当時の阿部は、ヘッドハンティングがかかっていて一部上場企業の副社長というポストに就くことがほぼ決まっていた。そこを、「これは日本企業の競争力を高める社会貢献事業なんだ！」と一所懸命に口説き、阿部を引きずり込むことに成功する。

### 起業
1996年（平成8年）7月にワークスアプリケーションズを設立。牧野と石川と阿部の3人が共同代表という、パートナーシップ経営の始まりだった。
設立当初、資金集めに苦労した。ベンチャーキャピタル（VC）を100社以上回ったが、ほぼ全滅。当時はバブル崩壊後で、VCは上場が見えている企業にしか投資しないという風潮だった。誰もが牧野が考えるパッケージソフトの必要性をある程度、認めはするもののSAPもオラクルなど世界でトップシェアを誇る製品も日本に上陸している。中堅や中小企業向けの製品もある。だから牧野の考えることは100％うまくいかないと思われた。そんな中、考えに共感してくれたのがグロービスの堀義人代表だった。3000万円の投資を約束してくれた。
投資価値を高めるために1年目から黒字化させること、5年後に上場していること。設立当初に立てた事業計画を達成することができた。これは牧野たちが優等生だったからではなく研究開発費を獲得するために背に腹を代えられない事情があったからだった。1年目の黒字もクリアでき、その後も毎年倍々の勢いで売上高も増進。中核製品であるERP「CAMPANY」シリーズは年々強化され、人事・給与関連分野では50％を超えるトップシェアを獲得することに。ITバブルの崩壊、9.11の同時多発テロの勃発という最悪の市況の中ではあったが、計画通り、売上高約20億円、利益約4億円の数字で、2001年（平成13年）12月、 JASDAQ市場に上場した。
その後、ERP（Enterprise Resource Planning）パッケージ市場において国産パッケージNo.1となり人事給与システム分野においては9年連続国内シェア第1位を獲得。
イノベーションの源泉として優秀な人材の採用に注力し、「後輩にオススメしたいインターンシップランキング」6年連続1位(ジョブウェブ調べ)の問題解決能力発掘インターンシップなど、さまざまな採用プログラムを実施。
2010年（平成22年）独自の人事戦略で注目を集め、「働きがいのある会社」第1位(Great Place to Work Institute)に選出され、6年連続ベスト4位以内に選ばれた。経営者としても「20万人の学生があこがれる経営者アワード FUTURE部門」第1位（LEADERS'AWARD）、「理想の経営者No.1」（リクナビ調べ）に選ばれる。注目を集めるIT企業の経営者として知られる。
2010年（平成22年）7月、初の著書『「働きがい」なんて求めるな。』を出版。「ゼロ」から「イチ」を生み出す人材へと成長する方法とは？人間常勝（上昇）術を展開する。
2015年（平成27年）から2017年（平成29年）まで文部科学省の第8期中央教育審議会委員に就任。
2019年（令和元年）10月、ワークスアプリケーションズのCEO・取締役を退任。
2020年（令和2年）6月、パス取締役就任。「DX関連のSAAS開発」と、「DX関連のベンチャー」の支援を行う。
2020年（令和2年）10月、日本におけるデジタルシフトの遅れを取り返すことを目的に株式会社パトスロゴスを創業。「次世代オープンプラットフォームERPの開発と普及」「DX-SAASベンダーの製品普及によるバックオフィスDXの推進」「DX、イノベーション人材の教育、教育した人材の紹介」を目的とする。

## 人物
- 好きな食べ物は「自分流グルメ」。 まずいものを食べると苦痛を感じるので有名無名問わず。「あの店を越える味はないか」と探し続ける[3]。
- 趣味は「トライアスロン」。「頑張る」と「我慢」は同じような意味だが、ネガティブに、人にやらされるのが「我慢」。ポジティブに、やらされる前に自分でやってやるというのが 「頑張る」。自分の中のキーワードに「頑張る」という言葉があり、肉体的限界を追い求めるスポーツとして好き[3]。

## 仕事術
- 「若い人が就職するときに、「学生の間にいっぱい遊んでおかないと将来は遊べないから」って勝手に絶望する奴多いじゃないですか。若年寄だよね。僕思うんだけど、学生時代に4年かけて遊ぶことなんか、40超えた頃になったらもっと楽しい遊びは山ほどあるよ、って」[10]
- 「人と出会うのは、昼間に会おうと思ったら仕事があって無理なんで、やっぱり夜ですね。だから夜、いろいろなところに飲みに行ってるのも、ほとんど誰かと一緒に飲みに行く。経営者仲間だったり、経営者仲間の紹介する仲間だったり、もう特に毛嫌いしないで誰とでも会う」[10]
- 「ビジネスチャンスだからと言って起業する人、すごく嫌いなんです。正直僕がこの会社を起こす時は、チャンスがあるから作ったわけじゃない。むしろなんだろう、これ本当にオレがやんなきゃならないのかなって、正直悩みながら起業したんだよね」[10]
- 「人が大事だという会社はいっぱいあると思うんだけど、「人」以外は大事じゃないね、逆に言えば。後はみんなゼロから作ったもので、だからいつでも作れるんだよね。極端な話、今持っている製品もお客様も、どっかに譲り渡すことになっても、またそれは同じメンバーだったら頑張れば作れるから」[10]
- 「そもそも仕事って、教えられないぐらい難しい仕事いっぱいあるし。初めてオレらもやるんだけどってなった時に、やっぱり自分で突破してもらいたいんで。そういう人を見つけるっていうのがインターンの目的なんです」[10]
- 「大事なのはどれだけ考えたか。その結果解決できなくてもいい。私はこれを「思考経験」と呼んでいますが、こうしていろんな発想を実行し、フィードバックを得て、またそれを超えるために考える、という繰り返しが応用力のある頭をつくるのです」[10]
- 「自分で起業したいのであれば、すべては「問題解決能力」で決まります」[10]
- 「教科書のように答えを教えてしまうと成長出来ない。それよりも何も教えずに自分で解決させたほうが、ビジネスマンとしての成長が大きい」[10]
- 「アメリカの優秀なエンジニアは、徹底して人に押しつけます。そして押しつけられたほうは、うのみにせずにいい部分だけを自分にプラスする。そして、その手法をまた人に押しつける。こうして、よりレベルの高い組織が作られる。だからアメリカは強いんです。また、こういう意識を持っていないと、世界に通用するエンジニアにはなれません」[10]
- 「顧客に迷惑を掛けなければ、極端な話、1分でも出社していればそれでいいのです。」[10]
- 「技術が使えることをスキルと勘違いするのは、古い時代の名残にすぎません。これからは、ゼロベースで何かを作れること、本当に難しい問題に挑めることしか、価値として認められない時代になる」[10]
- 「誰かにできる仕事は、いずれほかの誰かに取って代わられます。自分にしかできない仕事をしている人、もっといえば難しい挑戦に自らもリスクを取って挑める人だけが、高い価値と報酬を得られる」[10]
- 「よく誤解する人がいますが、技術を使ってみたいと思っているうちは話にならないんです。エンジニアにとってのテクノロジーとは、作るものであって、使うものではない。技術と使うというのは、財務の仕事をしている人が、エクセルやワードを使うのと同じようなものです」[10]
- 「失敗の確率の高い仕事は、失敗しても攻められることはないんです。得られるものは多いのに、失うものはないんです」[10]
- 「自分が興味のあることを調べること。新しい知識を得たり納得したりすることは楽しいし、達成感もある。いわゆる「勉強」というのは、効果的なモチベーション回復方法なんです」[10]
- 「精神的につぶれやすいのは、面倒な問題から逃げ、楽しい仕事ばかり求めてしまう人だと思います。そうやって逃げ続けていると、だんだんテンションが落ち、モチベーションが下がり、ついには逃げ場を失うわけです」[10]
- 「近くに競い合える良きライバルがいるというのは幸せなこと。むしろそんな人間を常に見つけることは難しいと思います。だからこそ、若い人には自分との戦いを最優先してほしいのです」[10]
- 「誰でも解決できる仕事、オンリーワンではない仕事を、私は「仕事」とは呼びません。「楽しい仕事」というのは、たぶん他の人がやっても楽しめる。だとすれば、わざわざ自分がやる必要はない。そういう認識を持てる人が、ビジネスパーソンとしても経営者としても成功できると思います」[10]

## 著書
- 『「働きがい」なんて求めるな。』（日経BP社, 2010年7月22日）ISBN 978-4822248208
- 『君の会社は五年後あるか？ 最も優秀な人材が興奮する組織とは』（角川グループパブリッシング, 2010年8月10日）ISBN 978-4047102514

### 関連書
- 『千原ジュニアのシャインになる君へ!』（泰文堂、2009年2月20日）- 千原ジュニアと対談　ISBN 978-4803001617
- 『2020年の教科書 : 10年後も必要とされる人材になる方法』（フォレスト出版、2010年1月15日）- 「クリティカルワーカーを目指そう!」　ISBN 9784894518056
- 『10年後に後悔しない働き方 : ベンチャー企業という選択』（幻冬舎、2014年1月23日）- 「若いうちから難度の高い仕事に果敢にチャレンジできる会社を選ぶ」　ISBN 9784344025240

## DVD
- 『日本一働きがいのある会社を作るため大切なこと』（ビジョネット、2011年5月25日）　ASIN B005B49Z2O

## 出演

### テレビ
- 『スーパーJチャンネル』（TBSテレビ）[11]
- 『ワールドビジネスサテライト』（テレビ東京）[12]
- 『千原ジュニアのシャインになる君へ!』（TOKYO MX）
- 『DHCテレビジョン』[13]

### インターネット放送
- 『5min biz - あのビジネスパーソンの○○力 -』（ABEMA）[14]
- 『NewsPicks』（YouTubeチャンネル）
- 『新R25』（YouTubeチャンネル）　※ https://youtube.com/fmRb8fhp62E
- 『識学チャンネル』（YouTubeチャンネル）
- 『GLOBIS知見録』（YouTubeチャンネル）

### 雑誌
国立国会図書館検索サイトより
- 『機械技術』（日刊工業新聞社）
- 『GMR』（ダイヤモンド社）- 「プロ経営者の育成とリスクマネー供給体制の拡充が課題」
- 『コンピュートピア』（コンピュータエージ社）- 「日本の大企業が価値あるIT投資を行う社会貢献」
- 『人材教育』（日本能率協会マネジメントセンター）- 「ROIの視点で人事システムを捉えることが戦略的HRMの実現」
- 『週刊ダイヤモンド』（ダイヤモンド社）- 「辛酸をなめ尽くした創業期 無からすべてを積み上げた」
- 『日経コンピュータ』（日経BP）- 「座談会 ここがおかしい 日本のIT」
- 『日経ベンチャー』（日経BP）
- 『日経ビジネスアソシエ』（日経BP）- 「上司は親でも神様でもない 理解されるまで説明するのも仕事のうち」
- 『週刊東洋経済』（東洋経済新報社）- 「説明責任こそ経営の要 日本のベンチャーでプロ経営者はまだ1割」
- 『Think!』（東洋経済新報社）- 「クリティカル・ワーカーの地力を高める「思考経験」」
- 『一橋ビジネスレビュー』（東洋経済新報社）
- 『財界』（財界研究所）
- 『オムニマネジメント』（日本経営協会）- 「企業のAI活用による人とコンピュータの融合」